# Taxe intérieure de consommation sur le gaz naturel
 (février 2019).
Si vous disposez d'ouvrages ou d'articles de référence ou si vous connaissez des sites web de qualité traitant du thème abordé ici, merci de compléter l'article en donnant les références utiles à sa vérifiabilité et en les liant à la section « Notes et références ».
La taxe intérieure de consommation sur le gaz naturel (TICGN) est une des taxes intérieure de consommation (TIC) en France. 
Elle est collectée par les fournisseurs de gaz naturel auprès de leurs clients qui utilisent du gaz dans un usage combustible, et reversée aux services douaniers.
Son montant est défini par l'article 266 quinquies du code des douanes. Son montant est de 16,37 euros par Mégawattheure en 2024.